# Platystele pisifera
Platystele pisifera là một loài thực vật có hoa trong họ Lan. Loài này được (Lindl.) Luer miêu tả khoa học đầu tiên năm 1977.